# Sphenomorphus maindroni
Sphenomorphus maindroni là một loài thằn lằn trong họ Scincidae. Loài này được Sauvage mô tả khoa học đầu tiên năm 1879.